# Mas Crupell
El Mas Crupell és una obra de Castellar del Vallès (Vallès Occidental) inclosa a l'Inventari del Patrimoni Arquitectònic de Catalunya.

## Descripció
Edificació de caràcter rural situada en el nucli a partir del qual s'anà formant el poble de Castellar del Vallès. L'edifici és de planta rectangular amb teulada a doble vessant i el carener paral·lel a la façana principal. Té una gran porta d'entrada, de considerables dimensions si es té en compte l'estretor de la façana i la poca alçada de la casa. Aquesta està decorada amb grans dovelles, a la clau hi ha un petit relleu geomètric i a les dovelles que hi ha per sobre de les dovelles d'arrencada hi ha uns petits caps. Sobre la porta hi ha una petita finestra amb un ampit de pedra sobresortint i a la llinda hi ha esculpit un arc conopial. Destaca també les dimensions del ràfec, amb decoració geomètrica.

## Història
A la Plaça Vella, que es correspon amb l'antiga era del Mas Crupell, es reunien a cop de campana per escollir síndics i altres assumptes.